# 舒適 (演員)

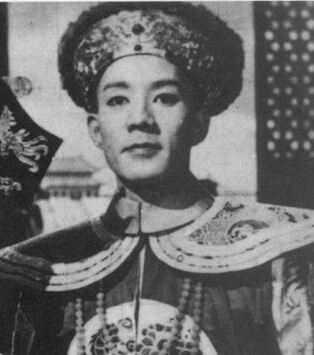
舒适饰光绪帝，1948年香港电影清宫秘史

舒適（1916年4月19日—2015年6月26日），本名舒昌格，男，中國電影演員、編劇及導演。

## 生平
生于北平，祖籍浙江慈溪。父亲舒厚德（石父）毕业于日本士官学校，是清朝第一届官费留学日本的留学生，亦是体育家舒鸿的四哥和梅兰芳的知交。 妻慕容婉儿，慕容婉儿在文革间去世，再娶严慧秀（影名凤凰）。
1938年投身戏剧、电影，曾任上海青鸟剧社演员。1939年，肄业于上海持志大学法律系。后相继加盟大同摄影场、国华、金星等影片公司，主演影片《歌儿救母记》、《歌声泪痕》、《花溅泪》等。1942年，相继加盟中联、华影等影片公司，主演影片《白衣天使》等。1946年移居香港，相继加盟大中华、李祖永之永华、长城影业等企业任演员、导演。曾任长城影业公司艺委会委员，香港电影工作者协会福利部部长。香港时期，先后主演《浮生六记》、《弱者，你的名字是女人》、《清宫秘史》等颇具影响力的影片。1949年参与组建香港五十年代影业公司。
2015年6月26日，逝世于上海华东医院，享年99岁。

## 演艺
曾演出《青春頌》（1953年）、《長相思》（1947年）、《春風秋雨》（1949年）等電影，也曾在《西廂記》中擔任導演及編劇，曾和白沉與顧而已合作導演了故事片《神·鬼·人》。

## 荣誉
1994年曾因為《中國人》獲得第二屆长春电影节的最佳男配角，曾獲得第三屆中國電影金鳳凰獎的特別榮譽獎，也名列中國電影百年百位優秀演員。

## 家庭
舒适与慕容婉儿育有一子一女。女儿舒蓉在上海戏剧学院表演系任教。舒蓉之子高鑫亦为演员。

## 外部連結
- 舒適在互联网电影资料库（IMDb）上的資料（英文）